# Фотобарабан

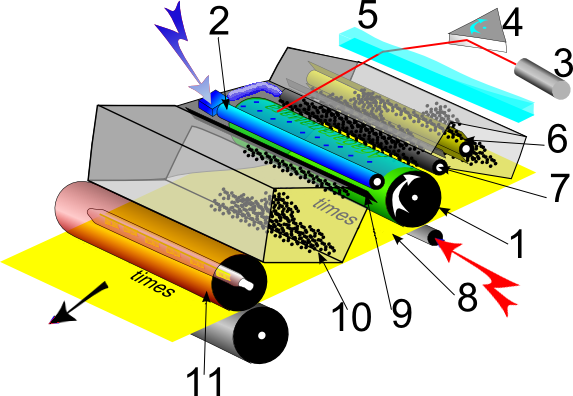
Процес лазерного друку. 1) Фотобарабан 2) Зарядний валик 3) Промінь лазера 4) Обертове дзеркало 5) Розподільна лінза 6) Картридж з тонером 7) Магнітний вал 8) Папір 9) Ракель 10) Бункер з відпрацьованим тонером 11) Пічка

Фотобараба́н — одна з головних деталей копіювальних апаратів і принтерів.
Конструктивно представляє з себе металевий циліндр (звично алюмінієвий), покритий шаром фотопровідного матеріалу — діелектрика, електричний опір якого різко падає під дією світлового випромінювання.
Спочатку як фотопровідник використовувалися сполуки селену. В наш час[коли?] селенові фотобарабани практично повністю зняті з виробництва. Замість селену використовуються різні органічні сполуки (склад є комерційною таємницею виробників). Останнім часом набули широке поширення фотобарабани з покриттям з аморфного кремнію.
У деяких копірах і принтерах як фотобарабан використовується фотоплівка, в якій замість жорсткої металевої основи використовується гнучка полімерна плівка.